# Vilsberg
Vilsberg é uma comuna francesa na região administrativa de Grande Leste, no departamento de Mosela. Estende-se por uma área de 5 km². Em 2010 a comuna tinha 361 habitantes (densidade: 72,2 hab./km²).